# Hrabstwo Wirt
Hrabstwo Wirt (ang. Wirt County) – hrabstwo w stanie Wirginia Zachodnia w Stanach Zjednoczonych. Obszar całkowity hrabstwa obejmuje powierzchnię 234,83 mil² (608,21 km²). Według szacunków United States Census Bureau w roku 2010 miało 5717 mieszkańców.
Hrabstwo powstało w 1848 roku.

## Miasta
- Elizabeth[4]

| Populacja hrabstwa w poprzednich latach | Populacja hrabstwa w poprzednich latach |
| Rok                                     | Liczba ludności                         |
| --------------------------------------- | --------------------------------------- |
| 1980                                    | 4652                                    |
| 1990                                    | 5192                                    |
| 2000                                    | 5873                                    |
| 2010                                    | 5717                                    |